# Planetário de Moscovo

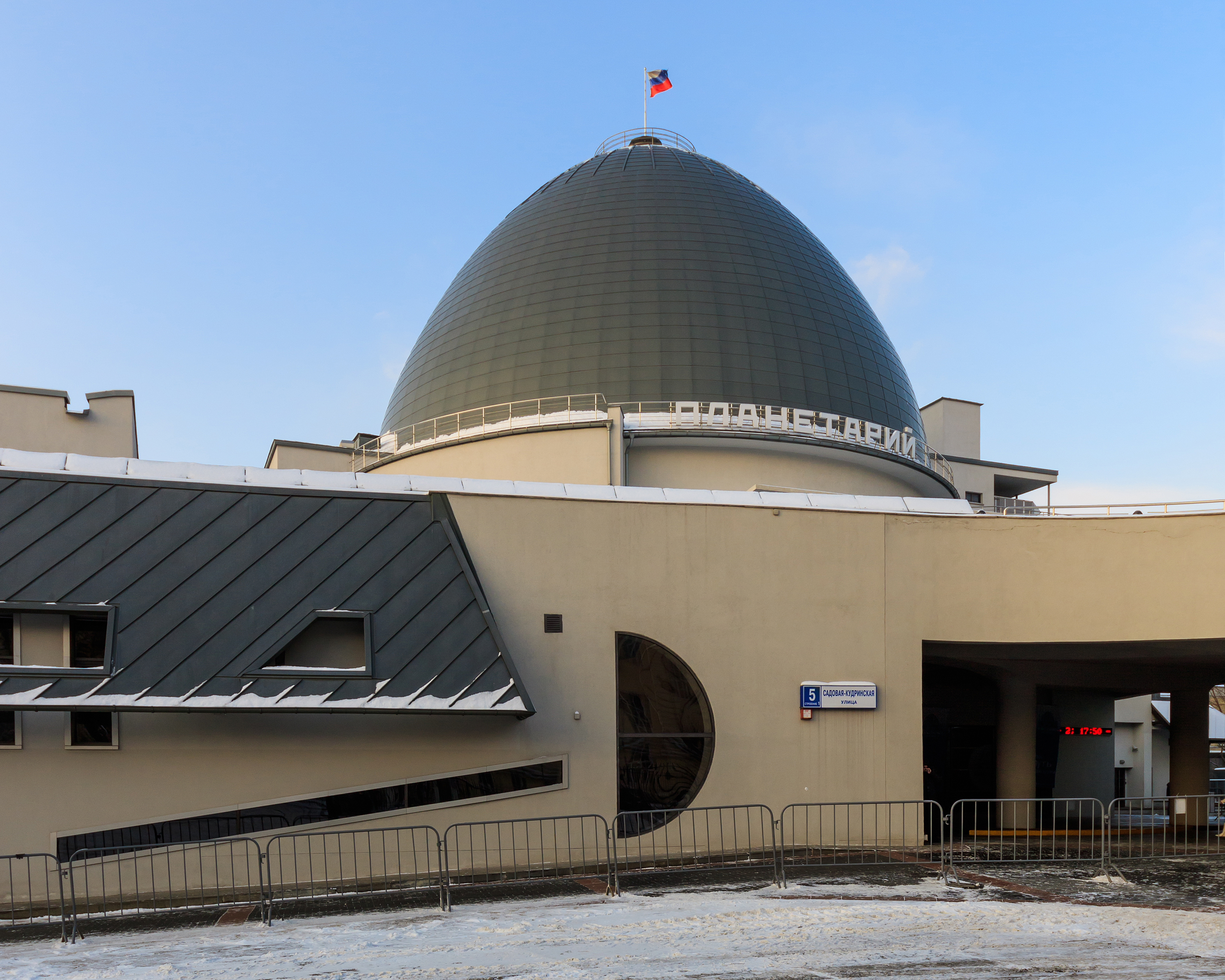
Planetário de Moscovo

O Planetário de Moscovo é um planetário em Moscovo. É o planetário mais antigo da Rússia. Foi construído em 1927-1929 pelos arquitectos construtivistas Mikhail Barsh, Mikhail Siniavski e o engenheiro Georgy Zunblat.
Em junho de 2011, o planetário foi reaberto após ficar fechado por 17 anos. O edifício foi significativamente renovado e ampliado, tornando-o, segundo o planetário, o maior planetário da Europa.
A renovação alterou o design original do planetário, com o edifício principal elevado a seis metros para caber dois andares adicionais abaixo da cúpula.